# 高月官軍墓地

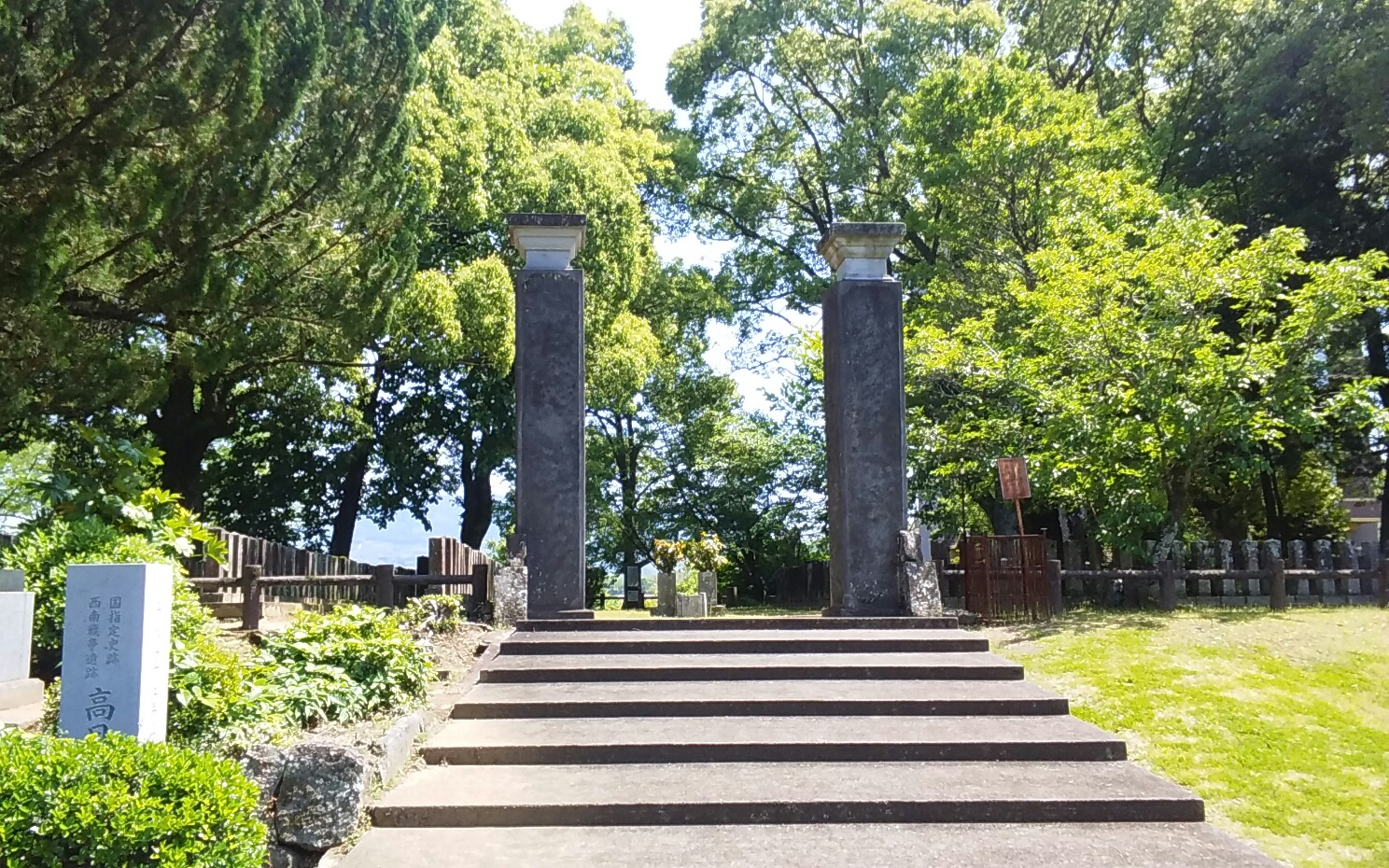
墓地の入口

高月官軍墓地（たかつきかんぐんぼち）は、熊本県玉名郡玉東町にある、西南戦争で戦死した官軍兵の墓地である。

## 概説

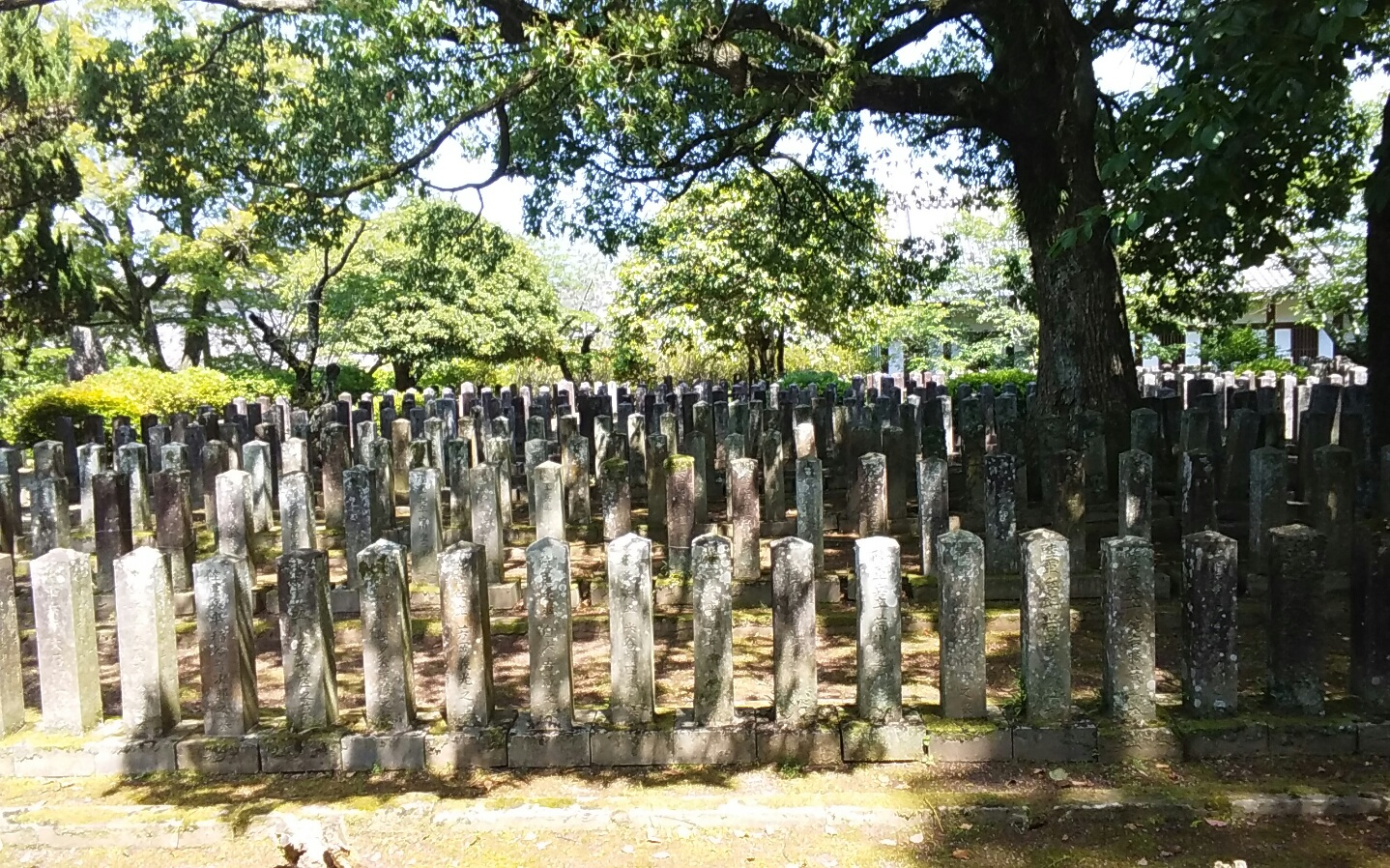
墓地内の様子

西南戦争における田原坂、吉次峠、横平山の各激戦で戦死した官軍兵士980名が葬られており、近隣にある官軍墓地の中でも最大規模のもの。軍の階級順に整然と並んだ墓石には天草諸島産の砂岩が用いられ、埋葬者の名前や階級、部隊名、出身地、死亡場所、死亡年月日が刻まれている。ただ、この場所は三池往還（現国道208号）の近隣に位置しており、墓地を横目に戦地に向かう兵士の士気への影響が懸念されたことから、その後は宇蘇浦官軍墓地をはじめ少し奥まった場所に墓地が設けられるようになった。
高月官軍墓地は2013年に国指定の史跡に登録された。現在は地域住民によって公園として維持管理されている。

## 交通アクセス
- JR九州鹿児島本線木葉駅から徒歩5分（430m）。
- マイカーの場合、九州自動車道菊水インターチェンジから12km、同植木インターチェンジから8.5km。